# レンドリース法

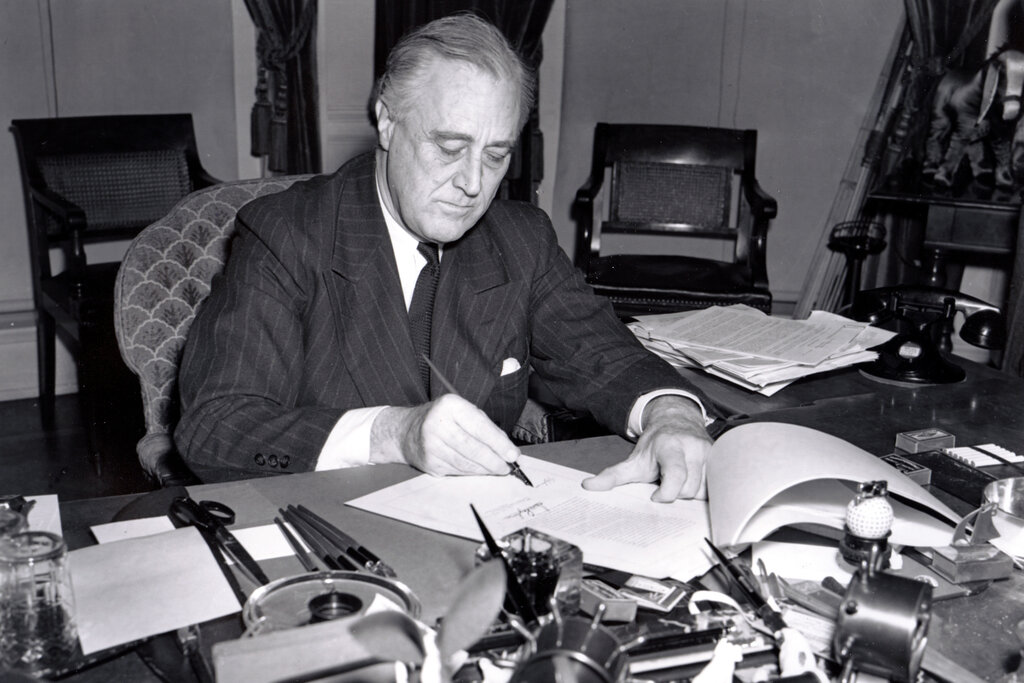
イギリスと中国に援助を与えるレンドリース法案に署名するフランクリン・ルーズベルト大統領

レンドリース法（レンドリースほう、英語: Lend-Lease Acts）、または武器貸与法（ぶきたいよほう）は、アメリカ合衆国が1941年から1945年にかけて、イギリス、ソビエト連邦（ソ連）、中華民国（中国）、フランスやその他の連合国に対して、イギリスの場合はニューファンドランド、バミューダ諸島、イギリス領西インド諸島の基地を提供することと引き換えに、膨大な量の軍需物資を供給するプログラムのことである。
1939年9月の第二次世界大戦勃発から18ヵ月経過した1941年3月に開始された。総額501億USドル（2007年の価値に換算してほぼ7,000億ドル）の物資が供給され、そのうち314億ドルがイギリスへ、113億ドルがソビエト連邦へ、32億ドルがフランスへ、16億ドルが中国へ提供された。
逆レンドリース（Reverse Lend Lease）は、航空基地を提供するなど、アメリカに対するサービスで構成されている。額にして78億ドル相当で、そのうち68億ドルはイギリスとイギリス連邦諸国によって提供された。貸与条件には、貸与した物資は「返却もしくは破壊されるまで」使用できるとされていたが、実際に返却にいたった物資はごくわずかであり、ほとんどは戦争中に破壊された。レンドリース措置の終了後に到着した物資については、以降の物資については、イギリスに対して大幅に値引きされた10億7500万ポンドで、アメリカからの長期融資により売却された。カナダも同様のプログラムで47億ドル相当の物資をイギリスとソビエト連邦に提供したが、代金は支払われなかった。

## 政治的背景
レンドリース法の法案は、1935年に成立した中立法などによるアメリカの孤立主義やアメリカ合衆国の非介入主義にそぐわないものであり、ジャネット・ランキン議員などの反対派もいた。
しかし、レンドリースのプログラムは、1941年3月11日のレンドリース法成立によって始まった。この法律はアメリカ合衆国大統領に対して、「その国の防衛が合衆国の防衛にとって重要であると大統領が考えるような国に対して、あらゆる軍需物資を、売却し、譲渡し、交換し、貸与し、賃貸し、あるいは処分する」ことを認めるものであった。4月にはこの政策が中国にも適用された。ルーズベルト大統領は、1941年10月終わりにイギリスに対する10億ドル相当のレンドリース援助を承認した。
それ以前に、異なるプログラムとして駆逐艦・基地協定が1940年に実施されていた。これは、アメリカにカリブ海とニューファンドランド島の基地使用権を認めることと引き換えに、アメリカ海軍の50隻の駆逐艦をイギリス海軍とカナダ海軍に提供するものである。12月28日にはルーズベルト大統領が炉辺談話で「民主主義の兵器廠」（en:Arsenal of Democracy）発言を行い、連合国への支援意図を強調した。
当時の共和党下院議員のエヴァレット・ダークセンは、民主党議員65人が昼食に出かけている間に決議案を提出することで、レンドリース法案の修正案の通過を確実にすることができた。このため第(3)(c)節は「1943年6月30日までに(a)節で規定された『合衆国の防衛に寄与する』という部分がもう必要ないという両院一致決議が通過した後は、大統領または各省庁の長官は(a)節の規定を実施する必要は無い」と規定していた。

## 実施
フランクリン・ルーズベルトは、1941年にレンドリース管理局（the Office of Lend-Lease Administration）を設置し、製鉄企業のトップであったエドワード・ステティニアスを長官に指名した。ステティニアスは1943年9月に国務次官に就任し、銀行家のレオ・T・クローリー（Leo T. Crowley）が管理局長に就任し、続いてクローリーが長官を務める外国経済局（Foreign Economic Administration）の一部となった。
ソ連に対するレンドリース援助は通常ステティニアスにより管理されていた。ハリー・ホプキンス（Harry Hopkins）とジョン・ヨーク将軍に指揮されていたルーズベルト政権のソビエト外交委員会（Soviet Protocol Committee）は、「無条件の援助」の条項を実施することに好意的であった。1943年までは、ソ連に対する援助に反対するアメリカ人はほとんどいなかった。

## 重要性

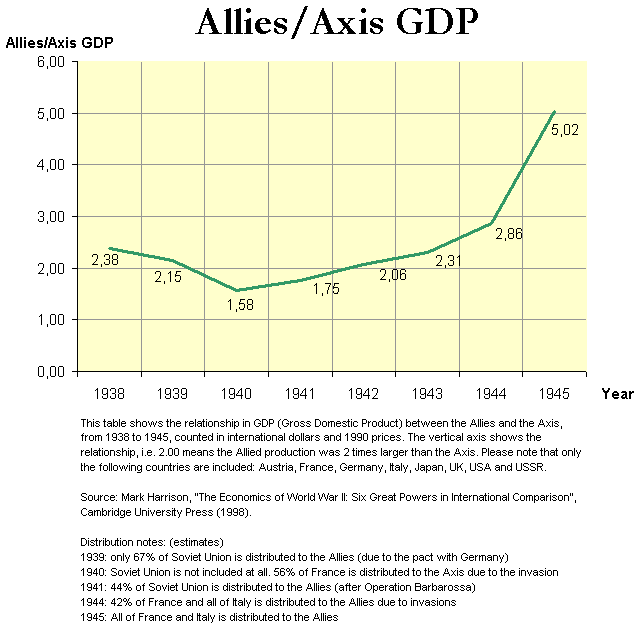
1938年から1945年までの連合国と枢軸国の国内総生産の比率

レンドリースは第二次世界大戦において、特にアメリカ合衆国が直接参戦せず戦争の重荷が他の諸国、イギリス連邦諸国や1941年6月以降のソビエト連邦に全て掛かっていた初期には、連合国が最終的に勝利する上で重要な要素となった。アメリカは1940年から両洋艦隊法を実施し、大軍拡を行っていたが、1941年12月の真珠湾攻撃と枢軸国による宣戦布告により、大戦に参戦することになっても、新兵を募集し、訓練し、装備を整えて前線へ送り出すという作業はすぐには実施できなかった。1942年を通じて、そして1943年には少し程度が低くなるが、他の連合国諸国が戦闘の正面に立ち続け、レンドリースによる軍需物資が勝利に重要な貢献をした。1943年から1944年にかけて、イギリスの使用した弾薬の4分の1はレンドリースによるものであった。イギリスに対する援助物資のおよそ4分の1が航空機（特に輸送機）で、続いて食糧、車輌、船舶の順であった。
ヨーロッパおよび太平洋におけるアメリカ軍が勢ぞろいし始めた1943年から1944年以降であっても、レンドリースは継続された。この時期になると、主要な交戦国は前線で使われる戦闘機や戦車のような兵器についてはかなりの部分自給できていたが、このような直接戦闘用の兵器に関してもレンドリースは有用な支援をし、さらにレンドリースによる兵站支援、トラック、ジープ、上陸用舟艇、そして特にダグラスC-47輸送機は大きな貢献をした。アイゼンハワーは「二次大戦の勝利に貢献した四つの兵器はバズーカ、ジープ、原子爆弾、C-47である（Four things won the Second World War—the bazooka, the Jeep, the atom bomb, and the C–47 Gooney Bird.）」と評した。
援助については、戦争がもたらした経済のゆがみを考慮するとよく理解できる。多くの交戦国は戦争に本質的ではない物資の生産をかなり削減し、兵器の生産に集中した。これは必然的に軍および軍需・産業経済の一部にとって必要とされる関連した製品の不足を招いた。
例えば、ソ連は鉄道輸送に強く依存していたが、兵器生産に必死であったため、戦争期間中には製造途中だった92両しか機関車を生産しなかった。この点で、アメリカの支援した1,981両の機関車の意味が理解できる。ちなみに寄せ集めではあるもののソ連は開戦前に約2万5,000両の機関車を保有していた。
同様に、ソビエト空軍は18,700機の航空機を受け取り、これはソビエトの航空機生産の14 %、軍用機の19 % を占めていた。
赤軍の戦車のほとんどはソ連製であったが、アメリカからM3軽戦車、M3中戦車、M10駆逐戦車などが貸与され、特にM4中戦車はその性能と信頼性の高さからエリート部隊である親衛戦車師団（機甲師団）に優先配備された。イギリス（一部カナダ製）からはバレンタイン歩兵戦車、マチルダ歩兵戦車、チャーチル歩兵戦車などが貸与され、特にイランルートで送られて来たものは、自国製戦車の補給が滞った1942年の東部戦線南部で貴重な戦力となった。兵站も何十万両ものアメリカ製トラックによって支援されており、1945年の時点で赤軍に配備されたトラックの、ほぼ3分の2はアメリカ製であった。ジープやダッジ 3/4 トントラック（WC シリーズ）、スチュードベーカー 2.5 トントラックは、独ソ戦において両陣営が使用した同クラスの輸送車輌の中では、最良といえるものであった。また電話線、アルミニウム、缶詰（SPAMやポークビーンズ）、毛皮のブーツなども同様に重要で、特に後者の供給はモスクワの冬期防衛にとって重要な利点となった。
なおレンドリースで供給された兵器は生産性向上とコスト削減のためにアメリカ本国仕様よりもデチューン（性能低下や簡略化）された物が多い。例えばM2/M3ハーフトラックはレンドリース用に装甲板の材質を落として構造を簡素化した仕様の M5 / M9 が製造され、M4中戦車もエンジンの評判の良かったA3型はアメリカ陸軍に優先供給して他のタイプがレンドリースに回されたが、それでも当時のアメリカの優れた工業生産技術により他連合国の同種兵器に比べて遙かに信頼性が高く、おおむね高評価を得ていた。しかしP-38戦闘機のように、ターボチャージャーを廃止するなどのデチューンによる性能低下が著しく、不採用となった兵器もある。
レンドリースは、特にヨーロッパ戦線においてアメリカに参戦をもたらす重要な一因となった。ドイツがアメリカに対して1941年12月11日に宣戦布告するに際して、ヒトラーはレンドリースプログラムとそれが連合国の戦争を支援する重要性について言及している。

## 返済
アメリカ政府が予期せず突然1945年9月2日にレンドリースプログラムを打ち切った時点で、膨大な物資がイギリスにあるか、または輸送中であった。イギリスは終戦直後の時期、これらの物資を必要としていた。結果として米英金融協定が結ばれた。レンドリースの物品はイギリスに1ドル当たり約10セントという底値で売却され、その額は10億7,500万ポンドに上った。返済は2 % の金利で50年間に渡って行われることになった。8,330万ドル（4,250万ポンド）の最後の返済の期限は2006年12月31日で（それまでに何回か返済は延期されていた）、実際にはその年の最後の営業日である12月29日に返済された。この最後の返済後、イギリスの経済担当副大臣のエド・ボールズ（Ed Balls）はアメリカの戦時支援に公式に感謝を表明した。

### イギリスの債務額と返済条件
もともとの債務額と返済条件（繰り延べを含む）は、イギリス下院の2002年2月28日および上院の2002年7月8日の議論で確定されている。議事録には以下のように記録されている。

ボブ・スピンク（Bob Spink）: 財務大臣に、第二次世界大戦中のレンドリース融資でイギリスが返済すべき未払いの債務がどれくらいあるかについて質問します。

ルース・ケリー（Ruth Kelly）: それについては以下の通りです。協定に基づき、融資の返済は1950年に開始され、50年間で毎年1回返済されます。しかしながら協定では、国際的な為替レートの状況やイギリスの外貨準備、金準備の状況の必要に応じて元金・金利共に返済を繰り延べすることができます。イギリスはこれまで6回返済を延期してきました。これにより、これ以上返済の延期のオプションを実施しなければ、アメリカ合衆国政府に対する返済は2006年12月31日に完了する予定です。2001年3月31日現在、アメリカ合衆国から1945年に提供された融資のうち、元金243,573,154ポンド（この日の為替レートで346,287,953ドル）が未返済です。政府はこの全額を返済することで1945年の協定の義務を履行するつもりです。

同様に上院の2002年7月8日の議事録:

ゴードン・キャンベル（Gordon Campbell）: この返済は、アメリカ合衆国が弾薬、車輌、食糧などその他の我々が戦争末期にとても必要としていた物資を供給したレンドリースの枠組みの一部ですか?

アンドリュー・マッキントッシュ（Andrew McIntosh）: レンドリースについては、アメリカが物資を提供した戦争全期間について私は言及しました。しかしながら、我々の現在の負債はこれとは異なり、1945年12月に交渉されたものです。

デービッド・ストッダート（David Stoddart）: 融資の総額が正確にいくらであるか、今までに元金と金利でいくら返済しているかお教えください。

アンドリュー・マッキントッシュ: 融資はもともと10億7500万ポンドで、そのうち2億4400万ポンドが未返済です。融資の枠組みは金利2%となっています。したがって、現在我々はこの融資に関して支払っている金利より、我々のドル資産からより多くの収益を受け取っています。これは我々にとってとても有利な融資です。

## 語録
フランクリン・ルーズベルト大統領は、この論争の的となる計画に対して国民の同意を確実にしようと努め、国民とメディアに対してこの計画は火事を消すために隣人にホースを貸すようなものであると説明した。大統領はプレス会議で「このような危機に際して私はなにをすべきだろうか? 私は隣人に対して『お隣さん、このホースは15ドルしました。15ドル払ってください』とは言わないだろう。私は15ドル払ってもらうのではなく、火事がすんだ後にホースを返してもらえばよいと思う」と述べた。

## ソ連に対する援助物資

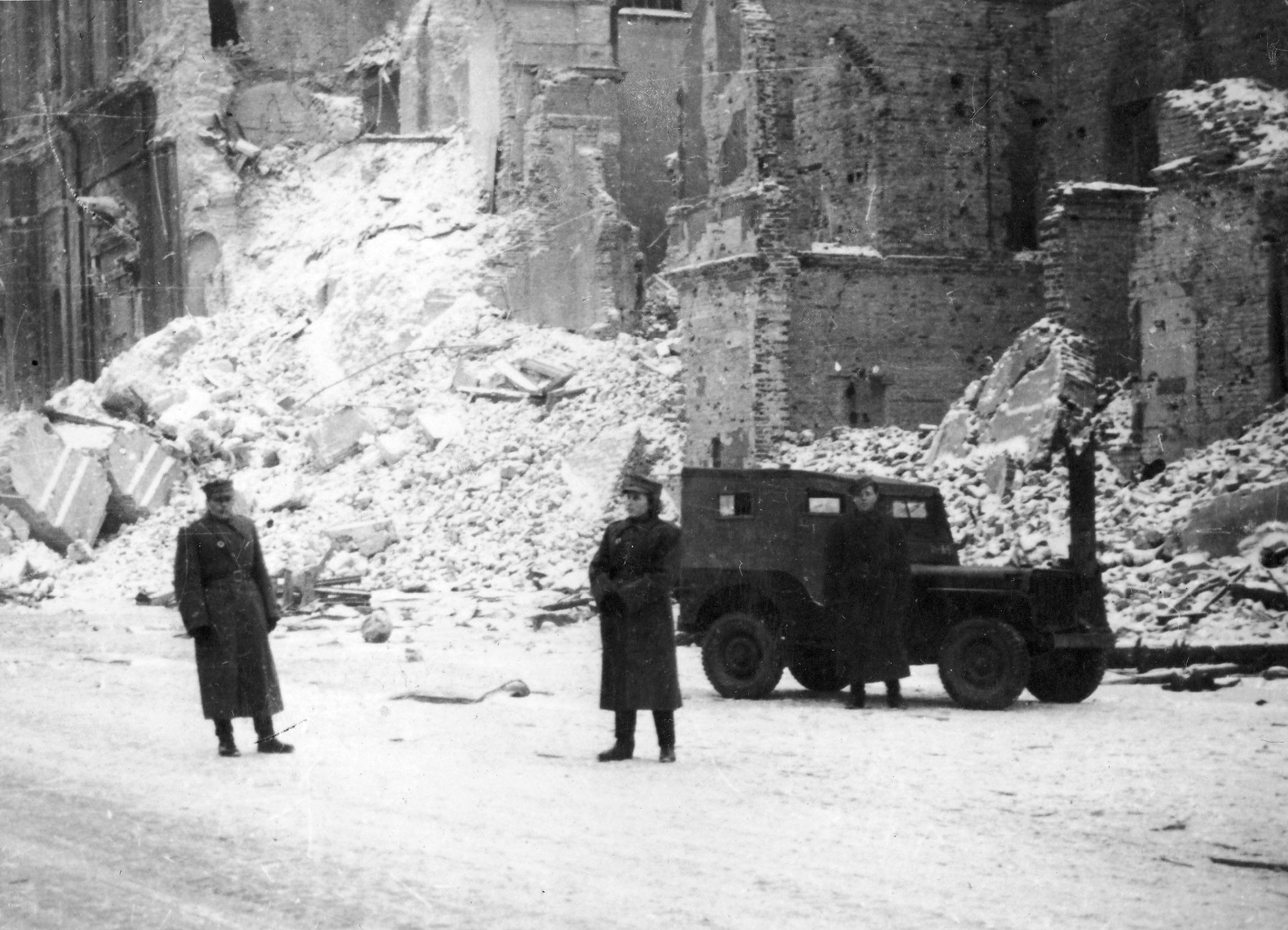
1945年ワルシャワにて、レンドリースプログラムの一環としてポーランド軍が使用しているジープ

イギリスからロシアに送られた物資を宣伝するポスター

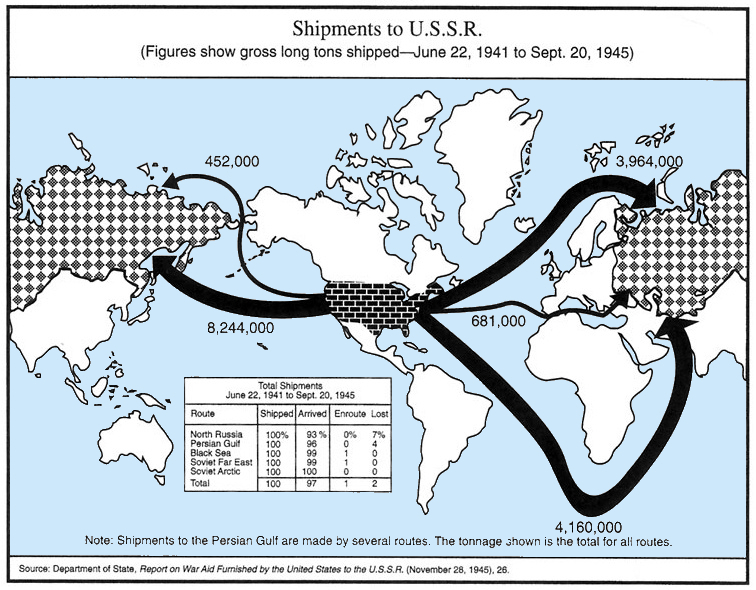
アメリカからソ連への物資輸送

アメリカの対ソ連援助は以下の5つの期間に分けられる。
- レンドリース開始前: 1941年6月22日 - 1941年9月30日、金で支払い
- 第1協定期間: 1941年10月1日 - 1942年6月30日、1941年10月1日署名
- 第2協定期間: 1942年7月1日 - 1943年6月30日、1942年10月6日署名
- 第3協定期間: 1943年7月1日 - 1944年6月30日、1943年10月19日署名
- 第4協定期間: 1944年7月1日から開始され、1945年4月17日に署名され公式には5月12日に終了したが、援助は日本に対する戦争の期間（1945年8月8日ソ連対日参戦）「マイルポスト」（milepost）合意に基づいて日本が降伏する1945年9月2日まで続けられ、1945年9月20日に全ての対ソ連レンドリースプログラムが終了した。

レンドリースプログラム開始から1945年9月30日までの間にソ連に対して出荷された軍需物資の合計を以下の表に示す。
| 航空機       | 14,795機           |
| 戦車         | 7,056輛            |
| ジープ       | 51,503輛           |
| トラック     | 375,883輛          |
| オートバイ   | 35,170台           |
| トラクター   | 8,071台            |
| 銃           | 8,218丁            |
| 機関銃       | 131,633丁          |
| 爆発物       | 345,735 トン       |
| 建物設備     | 10,910,000 ドル    |
| 鉄道貨車     | 11,155輛           |
| 機関車輛     | 1,981              |
| 輸送船       | 90隻               |
| 対潜艦       | 105隻              |
| 魚雷艇       | 197隻              |
| 舶用エンジン | 7,784基            |
| 食糧         | 4,478,000 トン     |
| 機械と装備品 | 1,078,965,000 ドル |
| 非鉄金属     | 802,000 トン       |
| 石油製品     | 2,670,000 トン     |
| 化学物質     | 842,000 トン       |
| 綿           | 106,893,000 トン   |
| 皮革         | 49,860 トン        |
| タイヤ       | 3,786,000          |
| 軍靴         | 15,417,001 足      |

輸送は北極海の輸送船団、ペルシア回廊、太平洋ルートで行われた。太平洋ルートはレンドリース援助のおよそ半分が運ばれ、アメリカ西海岸からソ連極東へ輸送船団で、ウラジオストクからはシベリア鉄道で運ばれた。を参照。アメリカの参戦後、ソ連の船舶のみがこのルートでは使われ、日本による影響がいくらかあった。アラスカとシベリアを結ぶ航空路はアルシブ（Alsib）と呼ばれ、航空機の輸送と旅客輸送に用いられた。

## 逆レンドリース
逆レンドリース（Reverse Lend-lease）または相互援助（Reciprocal Aid）は、アメリカ合衆国に対する物資やサービスの提供を指す言葉で、イギリスのオースチンK2（Austin K2）軍用救急車などの例がある。カナダからはフェアミル対潜用発動機艇（Fairmile B motor launch）やデ・ハビランド モスキート写真偵察機などが提供された。ニュージーランドからは南太平洋においてアメリカ軍へ食糧が提供され、またフィジーのナンディに飛行場の建設を行った。1942年から1943年にかけてはニュージーランドに対するレンドリースは逆レンドリースよりかなり多かったが、1945年から1946年にかけては逆にニュージーランドからの逆レンドリースの方が多くなった。
イギリスもまたヨーロッパに展開するアメリカ軍に対して広範な物資の支援を行い、たとえばアメリカ陸軍航空隊は何百機ものスーパーマリン スピットファイアのMk.V型、Mk.VIII型を提供されている。

## その後
2022年のロシアのウクライナ侵攻と、それに伴うロシアによる人権侵害を受け、同年4月6日、「ウクライナ民主主義防衛・レンドリース法案」がアメリカ合衆国上院を全会一致で通過し、同月28日、下院でも賛成417票、反対10票で可決された。5月9日、バイデン大統領の署名により成立した。